# Beeldverwerking
In de elektrotechniek en de informatica is beeldverwerking iedere vorm van signaalverwerking waarvoor de invoer een afbeelding is, zoals een foto of een videoframe, en de uitvoer ofwel een beeld of een verzameling van karakteristieken of parameters zijn, die aan de afbeelding zijn gerelateerd. De meeste beeldverwerkingstechnieken behandelen de afbeelding als een tweedimensionaal signaal en passen daar gebruikelijke signaalverwerkingstechnieken op toe. 
Beeldverwerking verwijst meestal naar digitale beeldverwerking, maar optische en analoge beeldverwerking zijn ook mogelijk.

## Voorbeelden
- Beeldvormend medisch onderzoek
- Dradenkamer